# Mario Sánchez Franco
Mario Sánchez Franco (Murcia, España, 11 de febrero de 1993) es un futbolista español. Actualmente juega como lateral derecho en las filas del UCAM Murcia Club de Fútbol de la Segunda División RFEF, cedido por el Real Murcia Club de Fútbol.

## Trayectoria
Se formó en las categorías inferiores del Real Murcia.
Ha pasado por clubes como el Olímpic Xàtiva, el FC Cartagena, el Linares Deportivo y el Yeclano Deportivo.
El 31 de agosto de 2020, llega libre a la Cultural y Deportiva Leonesa firmando por 1 temporada.
El 8 de julio de 2021, firma como jugador del Real Murcia Club de Fútbol de la Segunda División RFEF.
El 31 de enero de 2023, firma por el UCAM Murcia Club de Fútbol de la Segunda División RFEF, cedido por el Real Murcia Club de Fútbol.

## Clubes
| Club                                | País   | Año       |
| ----------------------------------- | ------ | --------- |
| Murcia Imperial                     | España | 2012-2014 |
| Olímpic Xàtiva                      | España | 2014-2015 |
| FC Cartagena                        | España | 2015-2016 |
| Linares Deportivo                   | España | 2016-2017 |
| Yeclano Deportivo                   | España | 2017-2020 |
| Cultural y Deportiva Leonesa        | España | 2020-2021 |
| Real Murcia Club de Fútbol          | España | 2021-Act. |
| UCAM Murcia Club de Fútbol (cedido) | España | 2023-Act. |